# Saison 1962 de la Ligue canadienne de football
Chronologie
Saison précédente Saison suivante
1962 est la cinquième saison de la Ligue canadienne de football et la 79e saison depuis la fondation de la Canadian Rugby Football Union en 1884.

## Événements
Le Temple de la renommée du football canadien est fondé à Hamilton.

## Classements
| Clt   | Équipe                 | PJ | V | D  | N | BP  | BC  | Pts |
| ----- | ---------------------- | -- | - | -- | - | --- | --- | --- |
| +001, | Tiger-Cats de Hamilton | 14 | 9 | 4  | 1 | 358 | 286 | 19  |
| +002, | Rough Riders d'Ottawa  | 14 | 6 | 7  | 1 | 339 | 302 | 13  |
| +003, | Alouettes de Montréal  | 14 | 4 | 7  | 3 | 308 | 309 | 11  |
| +004, | Argonauts de Toronto   | 14 | 4 | 10 | 0 | 259 | 378 | 8   |

| Clt   | Équipe                           | PJ | V  | D | N | BP  | BC  | Pts |
| ----- | -------------------------------- | -- | -- | - | - | --- | --- | --- |
| +001, | Blue Bombers de Winnipeg         | 16 | 11 | 5 | 0 | 385 | 291 | 22  |
| +002, | Stampeders de Calgary            | 16 | 9  | 6 | 1 | 352 | 335 | 19  |
| +003, | Roughriders de la Saskatchewan   | 16 | 8  | 7 | 1 | 268 | 336 | 17  |
| +004, | Lions de la Colombie-Britannique | 16 | 7  | 9 | 0 | 346 | 342 | 14  |
| +005, | Eskimos d'Edmonton               | 16 | 6  | 9 | 1 | 310 | 346 | 13  |

## Séries éliminatoires

### Demi-finale de la Conférence de l'Ouest
- 10 novembre : Roughriders de la Saskatchewan 0 - Stampeders de Calgary 25
- 12 novembre : Stampeders de Calgary 18 - Roughriders de la Saskatchewan 7

Calgary remporte la série 43 à 7.

### Finale de la Conférence de l'Ouest
- 17 novembre : Blue Bombers de Winnipeg 14 - Stampeders de Calgary 20
- 21 novembre : Stampeders de Calgary 11 - Blue Bombers de Winnipeg 19
- 24 novembre : Stampeders de Calgary 7 - Blue Bombers de Winnipeg 12

Winnipeg gagne la série au meilleur de trois matchs 2 à 1 et passe au match de la coupe Grey.

### Demi-finale de la Conférence de l'Est
- 10 novembre : Alouettes de Montréal 18 - Rough Riders d'Ottawa 17

### Finale de la Conférence de l'Est
- 17 novembre : Tiger-Cats de Hamilton 28 - Alouettes de Montréal 17
- 24 novembre : Alouettes de Montréal 21 - Tiger-Cats de Hamilton 30

Hamilton remporte la série 58 à 38 et passe au match de la coupe Grey.

### 50ecoupe Grey
- 1er et 2 décembre : Les Blue Bombers de Winnipeg gagnent 28-27 contre les Tiger-Cats de Hamilton au stade de l'Exposition nationale à Toronto (Ontario). Ce match, surnommé le « Fog Bowl », a été suspendu à cause du brouillard alors qu'il restait 9 minutes et 29 secondes, et a été complété le lendemain[3],[4].

## Honneurs individuels
- Trophée Schenley du meilleur joueur : George Dixon (DO), Alouettes de Montréal
- Trophée Schenley du meilleur joueur de ligne : John Barrow (en) (BL), Tiger-Cats de Hamilton
- Trophée Schenley du meilleur Canadien : Harvey Wylie (en) (demi), Stampeders de Calgary
- Trophée Jeff-Russel (courage, habileté, jeu propre et esprit sportif dans la Conférence de l'Est) : George Dixon (DO), Alouettes de Montréal